# HD 169830 c
HD 169830 c (بالإنجليزية: HD 169830 c)‏ الذي يرمز له بالرمز HD 169830c، هو كوكب خارج المجموعة الشمسية، في كوكبة الرامي، يتبع HD 169830 ‏.

## الاكتشاف
اكتشف في 30 يونيو 2003، وكانت طريقة الاكتشاف Doppler spectroscopy.